# Grot van Hira
Hira (Arabisch: حراء Ḥirāʾ) of de Grot van Hira (غار حراء Ġār Ḥirāʾ) is een grot in Saoedi-Arabië. De grot is de plaats waar de profeet Mohammed volgens de islamitische traditie zijn eerste visioen van aartsengel Gabriël heeft ontvangen. De Grot van Hira bevindt zich in het Gebergte van Noer. 

## Mohammeds eerste openbaring
Mohammed zonderde zich regelmatig af in de grot waar hij Allah dagenlang aanbad. Hiervoor nam hij voedsel mee voor een bepaalde periode. Na afloop hiervan keerde hij terug naar zijn vrouw Khadija om voedsel te halen voor de volgende periode. Op een dag verscheen een engel aan hem die hem verplichtte iets te lezen. Mohammed was echter analfabeet en kon niet lezen. De engel pakte Mohammed toen vast en drukte zo hard op hem dat hij het niet meer kon verdragen, waarna de engel hem los liet. Dit herhaalde zich twee keer waarna de engel Mohammed zei wat hij moest reciteren. Dit waren de eerste vijf verzen van Soera De Bloedklomp.  

Lees voor in de naam van jouw Heer die heeft geschapen. Geschapen heeft Hij de mens uit een bloedklonter. Lees voor! Jouw Heer is de edelmoedigste, die onderwezen heeft met de pen. Hij heeft de mens onderwezen wat hij niet wist.
— Koran, soera 96, vers 1-5 (vertaling Kramers)

Hierna keerde Mohammed in paniek terug naar zijn vrouw Khadija. Hij vertelde haar over wat hij had meegemaakt in de grot. Ze had hoop dat deze gebeurtenis kon betekenen dat Mohammed een profeet was. Ze bracht hem naar haar neef Waraqa die in de pre-islamitische periode christen was geworden. Na het horen van de gebeurtenis werd Waraqa overtuigd van Mohammeds profeetschap en vertelde hem dat hij de engel Gabriël moest hebben ontmoet in de grot.
Na een aantal dagen stierf Waraqa en kreeg Mohammed een tijd geen openbaringen meer. Hij werd verdrietig en probeerde een aantal keer zelfmoord te plegen. Iedere keer als hij de top van een berg beklom, kwam Gabriël naar hem toe die hem van zelfmoord weerhield door hem gerust te stellen.